# Abdullah Al-Zori
Abdullah Mohammed Al-Zori Al-Dossary (in arabo عبد الله الزوري‎?; Al Khubar, 13 agosto 1987) è un ex calciatore saudita, di ruolo difensore.

## Carriera

### Club
Nelle giovanili Al-Zori ha giocato nell'Al-Nahda tra il 2000 e il 2003. Dal 2007 milita nell'Al-Hilal.

### Nazionale
Con l'Arabia Saudita ha partecipato ai Mondiali 2018 in Russia.

## Palmarès

### Club

#### Competizioni nazionali
- Prima Divisione (Arabia Saudita): 1

Al-Qadisiyya: 2023-2024